# 馬代巴省
馬代巴省（阿拉伯语：‎）是約旦的一個省份，位於該國西部死海東岸，西鄰以色列。面積940平方公里，2004年人口135,890人。首府馬代巴。下分2區。省内游许多旧约圣经中出现的地名和遗迹。
1. ↑  . hdi.globaldatalab.org.   [2018-09-13]. （原始内容存档于2018-09-23） （英语）.